# Antigua iglesia de San Miguel (Molina de Aragón)
La Antigua iglesia de San Miguel es una antigua iglesia renacentista situada en la localidad guadalajareña de Molina de Aragón (España). Se trata de un templo que fue construido por Fernando de Burgos.
Solo queda la portada de finales del siglo XVI, situada frente a un patio rodeado de muro bajo. Tiene un arco de medio punto apoyada en dos impostas. Las jambas están decoradas con columnillas aboceladas. Dos columnas clasicistas apoyadas en pedestales sostienen un entablamento con cornisa. También se observan dos medallones en las enjutas que representan a San Pedro y San Pablo.